# Možganski tumor
Možganski tumor ali intrakranialna neoplazma se pojavi pri nenormalnem razvoju možganskih celic. Obstajata dva tipa raka na možganih: maligni (rakavi) in benigni (nerakavi) tumor. Rakavi tumorji se delijo v dve skupini: na primarne tumorje, ki izvirajo iz možganov, in možganski zasevki (metastatski rak), ki zasevajo iz drugih primarnih rakov. Možganski tumorji povzročajo simptome, ki se razlikujejo glede na mesto, lego in velikost novotvorbe v možganih. Med simptome, ki so posledica povečanega pritiska v lobanji, spadajo glavobol, epileptični napadi, bruhanje, težave z vidom in duševne motnje. Značilno so glavoboli najhujši zjutraj, bolečino pa omili bruhanje. Bolj specifični simptomi lahko zajemajo težave pri hoji, govoru in zaznavanju. Pri napredovanju bolezni lahko nastopi nezavest.
Vzroki za nastanek možganskih tumorjev so večinoma neznani. Dejavniki tveganja so lahko genetskega izvora, kot so nekatera podedovana stanja, npr.  nevrofibromatoza, tveganje pa povečuje tudi izpostavljenost ionizirajočemu sevanju ali nekaterim kemičnim snovem (npr. vinil klorid) ter virusu Epstein-Barr. Obstajajo določeni pomisleki glede uporabe mobilnikov, vendar jasni dokazi ne obstajajo.
Najpogostejši vrsti primarnih tumorjev pri odraslih sta meningiom (najpogosteje benigen) in astrocitom, med katere spada glioblastom. Pri otrocih je najpogostejša oblika maligni meduloblastom. Diagnoza možganskih tumorjev običajno temelji na telesnih preiskavah in računalniški ali magnetnoresonančni tomografiji ter se nato praviloma potrdi z biopsijo. Na osnovi preiskav tumor razvrstijo v določen stadij.
Zdravljenje lahko zajema operacijo, obsevanje in kemoterapijo. Pri bolnikih z epileptičnimi napadi se lahko uporabljajo antikonvulzivi. Deksametazon in furosemid se uporabljata pri zmanjševanju otekline v predelih ob tumorju. Nekateri tumorji rastejo počasi ter včasih zahtevajo le opazovanje brez nadaljnjih ukrepov. Trenutno se preiskujejo načini zdravljenja s s stimulacijo bolnikovega imunskega sistema.  Izidi zdravljenja so v veliki meri odvisni od vrste tumorja in napredovalosti bolezni ob diagnozi. Glioblastom ima načeloma slabšo prognozo, medtem ko so izidi zdravljenja pri meningiomih pogosto dobri. V ZDA je povprečno petletno preživetje bolnikov z možganskim rakom 33-odstotno.
Sekundarni ali metastatski možganski rak se pojavlja pogosteje od primarnega raka na možganih, pri čemer okoli polovica metastatkih tumorjev možganov izvira iz raka pljuč. V svetovnem merilu zboli letno okoli 250.000 za primarnim rakom možganov, kar predstavlja manj kot 2 % vseh primerov raka. Pri otrocih, mlajših od 15 let, je možganski rak druga najpogostejša oblika raka, takoj  za akutno limfocitno levkemijo.

## Simptomi in znaki
Vsi možganski tumorji ne povzročajo simptomov. Sicer pa se lahko pojavljajo številni simptomi, ki niso specifični prav za možganski tumor, saj jih lahko povzročajo tudi druge bolezni. Simptomi so posledica rasti tumorja ter otekline možganov v njegovi okolici. Nastanejo zaradi povečanega tlaka v lobanji (glavobol, bruhanje, nevrološke motnje, ogrožanje življenjskih funkcij), patološke aktivnosti živčnih celic ali izgube njihove funkcije (epileptični napadi, nevrološki izpadi) in zaradi endokrinih motenj. Drugi simptomi so specifični za posamezen tumor in so odvisni od načina in mesta rasti v možganih. Zaradi tega nastanejo tudi različni premiki v možganih in lahko pride do vkleščenja v obstoječe kostne odprtine. Možganski edem (oteklina okoli tumorja) je odvisen od vrste in lege tumorja; dodatno okvarja možgane, ker moti njihovo presnovo in regionalni pretok krvi.